# Bull Rock Lighthouse
Bull Rock Lighthouse (irisch Teach Solais an Tairbh) ist ein Leuchtturm auf der kleinen, unbewohnten Felseninsel Bull Rock im Südwesten der Grafschaft Cork vor Irlands Küste.

## Lage
Die Felseninsel Bull Rock (An Tarbh, „der Bulle“, älter auch Tigh Doinn oder An Gheadach) ist die größte und höchste der drei Hauptinseln vor dem Westende von Dursey Island und liegt etwa 5 Kilometer von Dursey Head entfernt im Atlantischen Ozean. Diese ist berühmt für ihr natürliches, tunnelartiges Felsentor quer unter der ganzen Insel.

## Geschichte

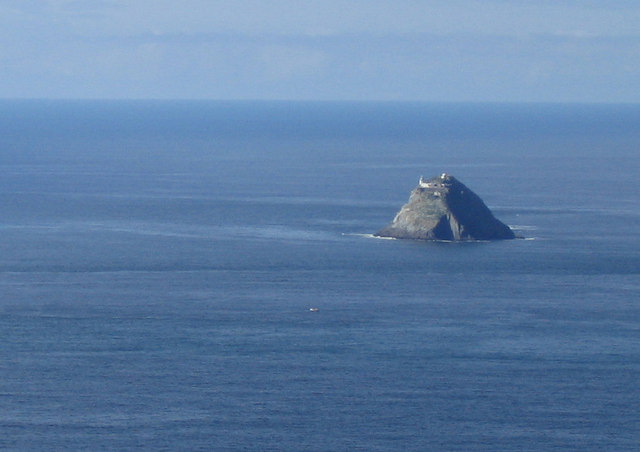
Luftbild Bull Rock

Der erste Leuchtturm für Dursey Island wurde 1866 auf Calf Rock gebaut. Der Leuchtturm, ein 31 m (102 ft) hoher Gusseisenturm, wurde am 27. November 1881 durch einen heftigen Sturm zerstört; der obere Teil des Turms wurde von einer Welle umgeworfen und fiel ins Meer. Ruinen von Wärterhäusern und die untere Hälfte des Leuchtturms sind heute noch erhalten.
Am westlichsten Ende der Hauptinsel, Dursey Point, wurde 1882 ein vorübergehender Leuchtturm mit einer Feuerschifflaterne auf einem kleinen Holzgebäude errichtet, das nach der Zerstörung des Calf Rock Light bis zur Fertigstellung des neuen Leuchtturms auf Bull Rock genutzt wurde. Die Steinmauer, die die Station umgab, ist erhalten geblieben.

## Leuchtturm
Der Leuchtturm auf Bull Rock ist ein freistehender zweistufiger Turm mit achteckigem Grundriss, fertiggestellt 1888, mit gusseiserner Laterne. Der Turm erhielt eine neue größere Linsen-Optik (Bi-Form Hyper-Radial), die größte in Irland.
Verputzte Wände mit Kraggesims und gusseisernen Geländern umgeben die Laterne mit kreisförmigem Grundriss und einer weiteren Galerie. Seit 1991 ist der Turm unbemannt und automatisiert. Da die ursprüngliche Laterne und Optik für eine Automatisierung zu groß war, wurde sie durch eine viel kleinere Laterne und Quarzhalogenlampen ersetzt, die ein hochintensives Licht bei geringem Stromverbrauch liefern. Seit Oktober 2000 erfolgt die Stromversorgung durch Solar-Energie. 2012 wurde das Licht im Turm eingestellt und vom etwas höheren Gebäude aus ersetzt.
Für den Betrieb, die automatische Steuerung und Überwachung sowie die Instandhaltung ist die Irische Schifffahrtsbehörde in der Zentrale in Dún Laoghaire zuständig.
Der Leuchtturm und das Leuchtturmwärterhaus sind denkmalgeschützte Gebäude und im National Inventory of Architectural Heritage (NIAH) von Irland gelistet.